# On Our Backs
On Our Backs fue la primera revista erótica dirigida por mujeres y la primera revista que presentó erótica lésbica para una audiencia lesbiana en los Estados Unidos. Se publicó entre 1984 y 2006.

## Historia
La revista fue publicada por primera vez en 1984 por Debi Sundahl y Myrna Elana, con las contribuciones de Susie Bright, Nan Kinney, Leon Mostovoy, Honey Lee Cottrell, Dawn Lewis, Shelby Sharie Cohen, Happy Hyder, Tee Corinne, Jewelle Gomez, Judith Stein, Joan Nestlé, Patrick Califia, Morgan Gwenwald, Katie Niles, Noreen Scully, Sarita Johnson y muchos otros. Susie Bright se convirtió en editora en jefe durante los siguientes seis años. Los editores posteriores incluyeron a Diane Anderson-Minshall, Shar Rednour, Tristan Taormino y Diana Cage. On Our Backs definió la mirada y la política de la cultura lésbica de los años 80, además de desempeñar un papel definitivo en las guerras sexuales feministas de la época, poniéndose del lado del feminismo sexualmente positivo.
El título de la revista era una referencia satírica a Off Our backs, un periódico feminista de larga trayectoria que publicó el trabajo de muchas feministas anti-pornografía durante la década de 1980, y que las fundadoras de On Our Backs consideraban mojigatas en materia de sexualidad. Off Our backs consideró la nueva revista como "pseudofeminista" y amenazó con emprender acciones legales por el logo OOB.
En 1985, Sundahl y Kinney publicaron el primero de una serie de vídeos eróticos lésbicos que sentaron precedentes, llamados Fatale Video. La distribución de la revista en Australia comenzó en 1986. A finales de la década de 1980, Fatale Media era el mayor productor de pornografía lésbica del mundo.
En 1994, la revista experimentó problemas económicos.[cita requerida] y se declaró en quiebra en mayo de 1996. Después de ser comprada por una nueva editorial, Melissa Murphy (que publicó solo un número),[cita requerida] fue adquirida por HAF Enterprises (editor de Girlfriends). Los creadores originales pasaron a otros proyectos.[cita requerida]
La publicación de HAF On Our Backs y su publicación hermana, Girlfriends, dejaron de publicarse en marzo de 2006 después de ser compradas por los editores de Velvetpark Magazine. Reveal Digital, una editorial digital, números digitalizados de On Our Backs desde julio de 1984 hasta diciembre de 2004; sin embargo, debido a preocupaciones sobre el acceso de menores y la privacidad de los contribuyentes, los escaneos se eliminaron (al menos temporalmente) de la colección Independent Voices de Reveal Digital.

## Legado
En 1996, Cassell Press publicó un libro de fotografía basado en el trabajo pionero de los artistas de On Our Back llamado Nothing but the Girl, editado por Susie Bright y Jill Posener.[cita requerida]